# I. Károly szicíliai király
Charles d’Anjou (magyarosan Anjou Károly, olaszul: Carlo d’Angiò; Párizs, Francia Királyság, 1227. március 21. – Foggia, Nápolyi Királyság, 1285. január 7.) a Capeting-házból származó francia királyi herceg VIII. Lajos francia király és Kasztíliai Blanka legkisebb gyermeke, a Harmadik Anjou-ház alapítója. Anjou és Maine, valamint Provence és Forcalquier grófja, 1266-tól I. Károly néven (olaszul: Carlo I) Szicília királya, továbbá címzetes jeruzsálemi és albán király, valamint akháj fejedelem. Mivel az uralma ellen kitört szicíliai vecsernye után III. Péter aragóniai király elfoglalta tőle Szicília szigetét (a mai értelemben vett Szicíliai Királyságot), ezért Károly 1282-től már csak a Szicíliai Királyság Nápoly központú szárazföldi részét (a mai értelemben vett Nápolyi Királyságot) uralta.
Ő a Harmadik Anjou-ház alapítója.

## Származása és ifjúkora
Charles d’Anjou 1227. március 21-én született Párizsban, a Capeting-ház tagjaként. Apja VIII. Oroszlán Lajos francia király, aki II. Fülöp Ágost király és Isabelle de Hainaut gyermeke volt. Apai nagyapai dédszülei VII. Ifjú Lajos francia király és Adèle de Champagne (II. Theobald champagne-i gróf leánya), míg apai nagyanyai dédszülei V. Balduin hainaut-i gróf és Marguerite d’Alsace, Flandria grófnője (I. Thierry flamand gróf leánya) voltak.
Édesanyja az Ivreai-házból származó Blanka kasztíliai királyi hercegnő, VIII. Nemes Alfonz kasztíliai király és Eleonóra angol királyi hercegnő leánya volt. Anyai nagyapai dédszülei III. Óhajtott Sancho kasztíliai király és Blanka navarrai királyi hercegnő (VI. García navarrai király leánya), míg anyai nagyanyai dédszülei II. Henrik angol király és Aliénor d’Aquitaine (X.Szent Vilmos aquitániai herceg leánya) voltak.
Károly volt szülei tizenhárom gyermeke közül a legkisebb. Eredetileg a francia királyi családban szokatlan István nevet kapta, de ez még gyermekkorában — gyaníthatóan leghíresebb ősére, Nagy Károlyra emlékezve — megváltoztatták (Dümmerth, p. 20.). A felnőttkort megért testvérei közül különösen jelentős:
- a későbbi IX. Szent Lajos francia király,
- Róbert, Artois grófja,
- Alfonz Poitiers és Toulouse grófja, valamint
- boldog Izabella.

1239-ben valamilyen kórral súlyosan megbetegedett; édesanyja ápolta. 1246. május 27-én, nagykorúságát elérve kapta meg fivérétől apanázsul Anjou és Maine grófságokat az Angliától 1204-ben elvett területeken. Apjuk végrendeletében ezeket Károly negyedik bátyjának, Jánosnak (Jean) szánta, de ő 13 évesen (1232-ben) meghalt. Mivel Károlynak, Oroszlán Lajos legifjabb gyermekének már nem jutott volna tartomány, szülei eredetileg papnak szánták. János halála után azonban IX. Lajos neki ítélte a két grófságot és ezzel a világi élet lehetőségét. Károly ekkor még csak öt éves volt, és a két grófi címet nagykorúvá válásáig csak formálisan viselte. IX. Lajos a Párizshoz közeli Melunben egyúttal lovaggá is ütötte öccsét.  Ugyanebben az évben házassága révén Provence és Forcalquier grófságának is ura lett.
1248-ban csatlakozott az Egyiptom ellen indított VII. keresztes hadjárathoz. 1250-ben Manszúra sikertelen ostroma után, visszavonulás közben bátyjával és a sereg nagyjával együtt fogságba esett. Kiváltásuk után fivérével, Alfonz, Poitiers-i gróffal hazatért, hogy segítse régensként kormányzó édesanyját. 1252-ben, anyjuk halála után a fivérek vették át a Francia Királyság régensségét bátyjuk hazatértéig (1254-ig).

## A szicíliai–nápolyi királyság
A nagy lehetőség 1264-ben érkezett el számára, amikor a Hohenstaufoktól tartó IV. Orbán pápa őt jelölte ki a Szicíliai Királyság trónjára Manfréd ellenében. 1266-ban IV. Kelemen Szicília királyává koronáztatta. Ezután a beneventói csatában legyőzte Manfrédot, aki a harcban maga is elesett.
Királyként hamarosan erőszakos természetével híresült el. A fontosabb hivatalokba franciákat ültetett, és változatos túlkapásai miatt a helyiek mélyen megutálták. Az ellene lázadozó bárók zendüléseit olyan „határozottan” verte le, hogy hűbérura, a pápa többször is megfeddte vérengzései miatt, ő pedig a „Kegyetlen” ragadványnevet kapta. A szicíliai nemesek visszahívták a Hohenstaufokat, de Károly 1268-ban a tagliacozzói csatában legyőzte Manfréd unokaöccsét, az alig 16 éves Konradint is. A győzelem után az elfogott trónkövetelőt Nápolyban kivégeztette.
Birodalmat szeretett volna építeni magának, és ehhez Bizánc trónját kívánta megszerezni, hogy a két országot egyesítve megszerezhesse az uralmat a Földközi-tenger keleti medencéjében. Az egykori birodalom maradékának trónját 1261-ben a Palaiologosz-dinasztia első császára, VIII. Mikhaél szerezte meg, és ellenében Károly széles szövetséget próbált tető alá hozni. Ennek egyik elemeként Magyarországgal is megpróbált politikai szövetségre lépni. Ezt több tényező is indokolta:
- a magyar király birtokolta az Adria partvidékének egy részét, ezért tengeri hatalomnak számított,
- a dalmát városok birtoklása miatt folyamatos konfliktusban állt Velencével, amit erős flottája miatt Károly természetes vetélytársának tekintett,
- házassági kapcsolatokkal megerősített szövetségese volt Szerbiának és Bulgáriának, amelyeket Károly potenciális szövetségeseinek tartott Bizánc ellen.

Ezért feleségének halála után Károly feleségül kérte IV. Béla lányát, Margitot. Ő azonban nem akarta otthagyni a kolostort, így Károlynak ez a terve meghiúsult. Maga IV. Béla nem ellenezte a nápolyi-francia kapcsolatok erősítését, fiának, az akkor még ifjabb királyként apjával rendszeresen összetűző későbbi V. Istvánnak azonban még inkább szüksége volt erre, és 1269 szeptemberében Károly és István a pápa jóváhagyásával szövetséget kötött. Ennek részeként elhatározták, hogy a nápolyi harmadik Anjou-ház kettős házassági köteléket hoz létre az Árpád-házzal:
- Károly fia, Károly salernói herceg (a későbbi II. Károly) feleségül veszi István lányát, Máriát,
- István fia, László herceg (a későbbi Kun László) feleségül veszi Károly lányát, Izabellát (akit Magyarországon Erzsébetnek neveztek).[2]

Az ifjabb Károly házasságát 1270-ben kötötték meg.
Az ő érdekeit szolgálta, hogy 1270-ben fivére, a francia király Tunisz hafszida uralkodója, al-Musztanszir kalifa ellen indította el a VIII. keresztes hadjáratot, mivel az arab uralkodó menedéket adott több szicíliai ellenfelének. Károly állítólag elhitette bátyjával, hogy Musztanszir némi erőfitogtatás hatására hajlandó katolizálni – ami nem volt igaz, ráadásul a hadjárat a hőség és a járványok miatt katasztrófába torkollt. Amikor a szicíliai erősítése megérkezett, Szent Lajos már halott volt, Károlyra csak a békekötés maradt, hogy unokaöccse, III. (Merész) Fülöp mielőbb hazatérhessen és megkoronázzák. Ezután Fülöp döntéseit nagyban befolyásolták nagybátyja törekvései.
Károly katonáinak és adminisztrációjának túlkapásai és kegyetlenségei annyira meggyűlöltették őket a szicíliaiakkal, hogy 1282 húsvétján lemészárolták a sziget franciáit — ez volt az ún. szicíliai vecsernye. A szigetet III. Péter aragóniai király szállta meg, de a Szicíliai Királyság szárazföldi része – amit ettől fogva Nápolyi Királyságnak neveztek, bár hivatalosan továbbra is eredeti nevét viselte – Károly kezén maradt. A francia Fülöp király és Károly támogatásával megválasztott IV. Márton pápa azonnal kiállt Károly mellett: Pétert kiátkozta, Fülöp fiát, Valois Károlyt pedig Aragónia királyává koronázta. A francia sereg 1284-ben keresztes hadjáratra indult az Ibériai-félszigetre — ez azonban kudarccal végződött.

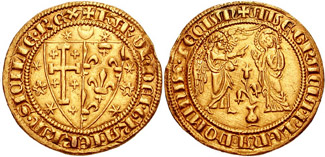
I. Károly szicíliai király aranypénze. Az előlapon a szicíliai-jeruzsálemi címer, a hátoldalon az angyali üdvözlet látható (1277 után)

## Keleti ambíciói
Károlynak azonban nagyobb ambíciói voltak: a Balkánon is terjeszkedni akart. Ehhez támogatót is talált II. Balduin, az 1264-ben elűzött konstantinápolyi latin császár személyében, akinek megígérte, hogy visszaszerzi császárságát. 1267-ben így meghódította Durazzo vidékét, és Albánia királyává proklamálta magát. 1269-ben a keresztes háborúra készülve Károly békét kötött a restaurált Bizánci Birodalom szövetségeseivel, a genovaiakkal, majd az afrikai hadműveletek lezárását követően flottája támadásra indult Konstantinápoly felé. Az expedíció súlyos kudarcba fulladt, mivel a szörnyű időjárás elpusztította a hajóhadat.
A II. Baldvinnak nyújtott támogatás azonban nem volt ingyen: Károly az akháj fejedelmi cím elismerését, több égei-tengeri szigetet és az elkövetkező hódítások harmadát követelte érte. Az előbbire az jogosította fel, hogy 1271-ben II. Vilmos fejedelem lányát, Isabelle de Villehardouint összeházasította saját fiával, Philippe-pel, aki 1277-ben meghalt. Vilmos 1278-as halálát követően így Philippe atyjára szállt a trón. Károly 1280-ban itteni helyzetét megerősítendő 8 000 katonát menesztett az erős bizánci erőd, Berat ellen. Az ostrom 1281 májusáig húzódott, amikor is VIII. Mihály unokaöccse, Tarkhaniotész vezetésével a bizánci sereg szétverte a támadókat. A helyzetet már az sem menthette meg, hogy az 1281-ben pápává választott IV. Márton kiátkozta Mihályt, aki éppen Károly törekvéseit megcsáklyázandó mondta ki a katolikus és az ortodox egyház egyesülését 1274-ben.
1277-ben Antiochiai Mária eladta Károlynak az örökösödési jogát, így az 1278-ban a névleges jeruzsálemi királyi címét is felvette.

## Megjelenése, személyisége
Viszonylag magas, erőteljes alkatú férfi volt. Arcvonásai durvák, az orra szokatlanul hosszú.
Magatartása rátarti, dölyfösen magabiztos és udvariatlan volt — a nőkkel épp úgy, mint a férfiakkal. Józan, kicsapongásoktól mentes életet élt; félrelépéseiről sem tudunk.

## Házasságai, utódai
Károly első felesége (1246. január 31. – 1267. szeptember 23.) Provence-i Beatrix, Provence és Forcalquier grófnője, IV. Rajmund Berengár provence-i gróf és Savoyai Beatrix lánya volt. Hét gyermekük született:
- Lajos (1248)
- Blanka (1250–1269), 1265-től III. (Dampierre-i ) Róbert flandriai gróf felesége
- Beatrix (1252–1275), 1273-ban I. (Courtenay) Fülöphöz, II. Baldvin konstantinápolyi latin császár fiához ment feleségül
- II. Károly (1254–1309), Anjou és Maine grófja, nápolyi király
- Fülöp (1256–1277), 1271-ben feleségül vette I. Izabella akháj fejedelemnőt
- Róbert (1258–1265)
- Izabella (1261–1304), IV. László magyar király felesége 1270-től

1268-ban Burgundiai Margittal, Burgundiai Eudo nevers-i és II. Matild bourboni úrnő lányával, Tonnerre grófnőjével kötött házasságot. Egyetlen gyermekük egy csecsemőként meghalt kislány volt.

## Címerei
| |                                                                                                  |                                                                                       |
| Charles d’Anjou első címere 1246-ig: a francia liliomos és a kasztíliai kastélyos pajzsok egyesítéséből | 1246-ban Károly címere megváltozott, ez a változatot lett a későbbi Harmadik Anjou-ház címere is | 1277-ben Károly megvásárolta a Jeruzsálemi Királyságot is, ekkor egyesítette címereit |